# بارسیل

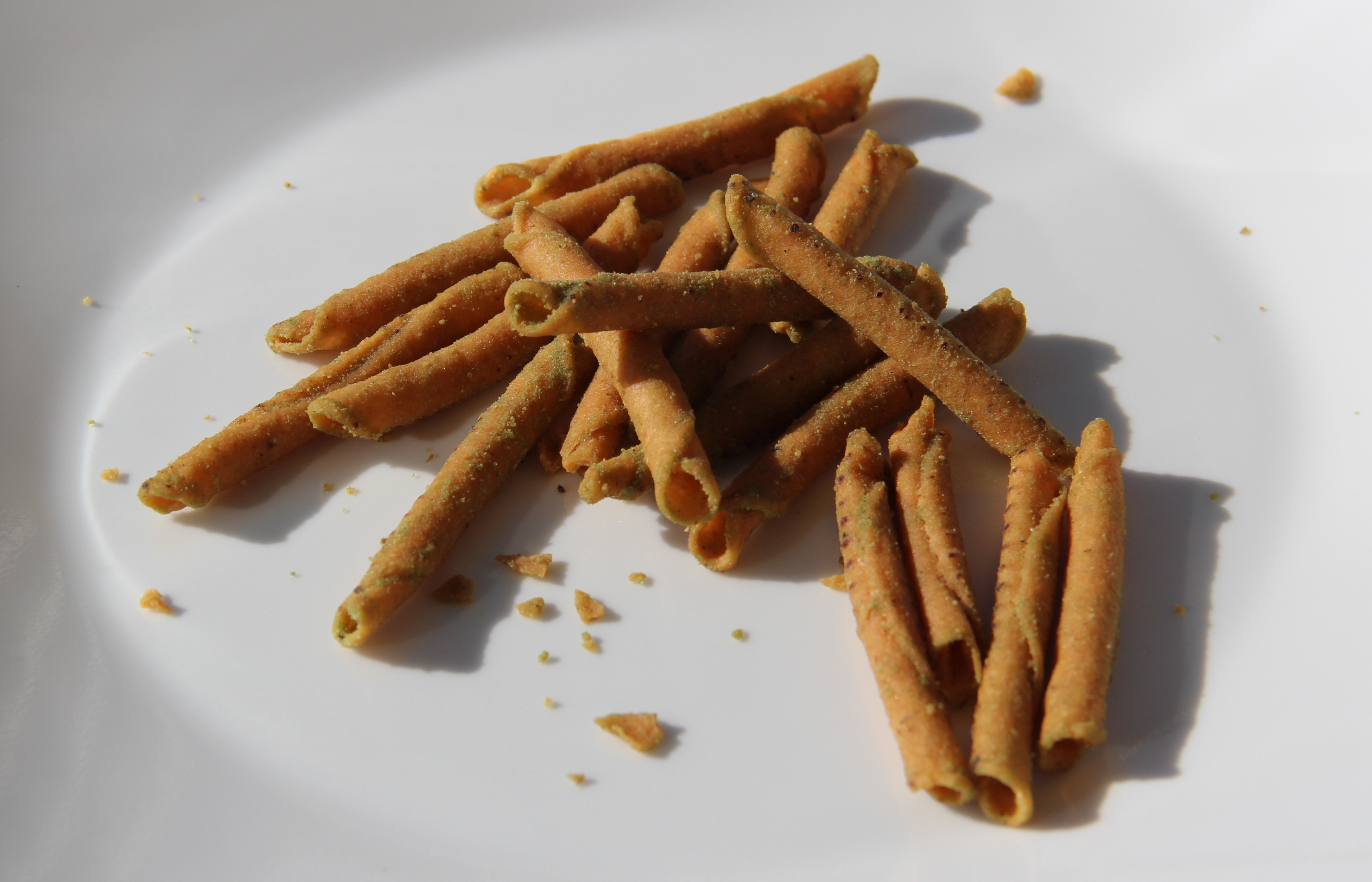
یک اسنک از شرکت بارسیل

بارسیل (انگلیسی: Barcel) شرکت صنایع غذایی مکزیکی است، که در سال ۱۹۷۸ تأسیس شد.